# Betacixius nigromarginalis
Betacixius nigromarginalis är en insektsart som beskrevs av Ronald Gordon Fennah 1956. Betacixius nigromarginalis ingår i släktet Betacixius och familjen kilstritar. Inga underarter finns listade i Catalogue of Life.